# Мырзоая
Мырзоая (рум. Mîrzoaia) — село в Ниспоренском районе Молдавии. Наряду с селом Юрчень входит в состав коммуны Юрчень.

## География
Село расположено на высоте 137 метров над уровнем моря.

## Население
По данным переписи населения 2004 года, в селе Мырзоая проживает 86 человек (44 мужчины, 42 женщины).
Этнический состав села:
| Национальность | Число жителей | Процентный состав |
| -------------- | ------------- | ----------------- |
| молдаване      | 86            | 100.0             |
| Всего          | 86            | 100%              |